# Dendrotion thomsoni
Dendrotion thomsoni är en kräftdjursart som beskrevs av George 2004. Dendrotion thomsoni ingår i släktet Dendrotion och familjen Dendrotionidae. Inga underarter finns listade i Catalogue of Life.